# Carlo Acutis
Carlo Acutis (Londra, 3 maggio 1991 – Monza, 12 ottobre 2006) è stato uno studente italiano, venerato come beato dalla Chiesa cattolica. Mostrò fin da piccolo una forte fede cattolica e una particolare devozione verso la Vergine e il Sacramento dell’eucaristia che lo portò a realizzare siti Internet riguardanti la fede e dedicarsi al volontariato con i senza tetto e nelle mense dei poveri. Morì all’età di 15 anni a seguito di una leucemia fulminante. Negli anni seguenti, la Chiesa cattolica ha riconosciuto miracoli che ha ascritto alla sua intercessione, il che ha portato a proclamarlo servo di Dio e successivamente beato. Carlo Acutis sarà proclamato santo il 7 settembre 2025.

## Biografia

### Infanzia e formazione cattolica
Carlo Acutis nacque il 3 maggio 1991 a Londra dove il padre Andrea, esponente dell'alta borghesia torinese, e la madre Antonia Salzano, sposati l'anno precedente, vivevano per via del padre ivi impiegato presso una banca d'affari. Acquisì il nome del nonno paterno, Carlo Acutis, proprietario di una azienda di assicurazioni. Il suo battesimo ebbe luogo il 18 maggio 1991 nella chiesa di Nostra Signora dei Dolori (Church of Our Lady of Dolours) a Chelsea. 
Frequentò le scuole elementari e medie presso le suore Marcelline e il liceo classico presso l'Istituto gesuita Leone XIII a Milano dove intanto la famiglia si era trasferita per ragioni professionali del padre. 
Il piccolo Carlo si contraddistinse fin da subito per la fede, presente in ogni aspetto della sua vita; si accostò per la prima volta al Sacramento della comunione all'età di sette anni, in anticipo rispetto alla prassi perché ritenuto già maturo. Frequentava regolarmente le attività della parrocchia presso la chiesa di Santa Maria Segreta, dove il 24 maggio 2003 ricevette il Sacramento della Cresima. La sua devozione era rivolta in particolare all'Eucaristia e alla Madonna;  partecipava quotidianamente alla messa e recitava ogni giorno il rosario. I suoi modelli erano san Francisco e santa Jacinta Marto, san Domenico Savio, san Luigi Gonzaga e san Tarcisio. Oltre ad avere gli interessi tipici di un adolescente di quegli anni, cercava di aiutare chiunque avesse bisogno.

### L'adolescenza
Tra le sue grandi passioni c'era l'informatica, della quale si serviva per divulgare e testimoniare la fede attraverso la realizzazione di siti web; per questo motivo, da quando è stato beatificato, viene ipotizzato dai media come possibile futuro patrono di Internet.
Ideò e organizzò una mostra on-line sui miracoli eucaristici nel mondo, con la collaborazione dell'Istituto San Clemente I papa e martire. Tale mostra, che può essere ospitata dalle parrocchie che ne fanno richiesta, ha fatto tappa in tutti i cinque continenti: è stata installata in quasi 10 000 parrocchie solo negli Stati Uniti d'America, e nel resto del mondo in centinaia di parrocchie e in alcuni tra i santuari mariani come ad esempio Fátima, Lourdes e Guadalupe.

#### La malattia e la morte
Il 2 ottobre 2006 si ammala di una presunta influenza ma la domenica successiva, l'8 ottobre, le sue condizioni si aggravano e gli viene diagnosticata una leucemia fulminante di tipo M3 a causa della quale morì il 12 ottobre, dopo soli tre giorni dalla diagnosi, presso l'ospedale San Gerardo di Monza. Prima di morire dichiarò di voler offrire le sue sofferenze per il Papa e per la Chiesa. Il funerale fu celebrato il 14 ottobre presso la sua parrocchia di Santa Maria Segreta.
Definito «quasi un Frassati milanese», nel gennaio 2007 le sue spoglie vengono trasferite dal cimitero di Ternengo a quello di Assisi, come aveva espressamente richiesto, dove rimasero fino alla traslazione nella chiesa di Santa Maria Maggiore nella stessa città, avvenuta il 6 aprile 2019. La chiesa è nota anche come Santuario della Spogliazione di san Francesco.

## Il processo di canonizzazione
Il 24 novembre 2016, con l'intervento dell'allora arcivescovo di Milano, cardinale Angelo Scola, si è chiusa a Milano la fase diocesana del processo di beatificazione, iniziato il 15 febbraio 2013. Tra il materiale raccolto in questa fase vi sono anche lettere e richieste di preghiera che da ogni parte del mondo sono state ricevute dalla famiglia di Carlo.
Il 5 luglio 2018 è stato dichiarato venerabile da papa Francesco: con questo titolo la Chiesa riconosce che il giovane Carlo ha vissuto in maniera eroica le virtù cristiane.

### I miracoli
Per la causa di beatificazione di Carlo Acutis è stata ritenuta miracolosa la guarigione di un bambino brasiliano di sei anni, Matheus, affetto da una rara anomalia anatomica congenita del pancreas trattabile solo con un intervento chirurgico. Il 12 ottobre 2013, nel corso di una cerimonia religiosa il piccolo toccò la reliquia di Carlo Acutis. Negli anni successivi il piccolo fu sottoposto a una serie di esami diagnostici dai quali risultò la scomparsa della malformazione e il pancreas apparve sanato. La guarigione, "istantanea, completa e duratura", è stata ritenuta inspiegabile dalla Consulta Medica della Congregazione delle cause dei santi che nel novembre del 2019 ha espresso parere positivo sul miracolo attribuendogliene l'intercessione. Così, il 21 febbraio 2020 papa Francesco ha promulgato l'attribuzione del miracolo. La cerimonia di beatificazione è avvenuta nella Basilica di San Francesco ad Assisi il 10 ottobre 2020 ed è stata presieduta dal cardinale Agostino Vallini, legato pontificio per le basiliche papali di Assisi, in rappresentanza del papa: da allora la ricorrenza liturgica viene celebrata il 12 ottobre, anniversario della sua scomparsa.
Il 23 maggio 2024 papa Francesco ha autorizzato il Dicastero delle cause dei santi a promulgare il decreto relativo al riconoscimento di un secondo miracolo attribuito all'intercessione di Carlo Acutis. Il miracolo in questione riguarda la guarigione di Valeria Valverde, una ragazza nata in Costa Rica il 2 maggio 2001 e studentessa a Firenze dal 2018. Il 2 luglio 2022 Valeria riportò un gravissimo trauma cranico a causa di una caduta in bicicletta, venendo operata e ritrovandosi in condizioni giudicate dai medici estremamente critiche; dopo che la madre Liliana ebbe pregato sulla tomba del beato Carlo Acutis chiedendone l'intercessione, nell'arco di poco tempo Valeria guarì completamente.

### Annuncio della canonizzazione
Nel corso dell'udienza generale del 20 novembre 2024, papa Francesco annunciò che la canonizzazione del beato Carlo Acutis si sarebbe dovuta celebrare durante il Giubileo del 2025, e più nello specifico domenica 27 aprile, nel contesto del Giubileo degli adolescenti. Tuttavia la canonizzazione non poté svolgersi come previsto a causa della morte di papa Francesco, avvenuta lunedì 21 aprile, e fu rinviata a data da definirsi.
Il rinvio delle data di canonizzazione ha fatto sì che sorgessero domande circa tale processo di canonizzazione e la spiritualità di Carlo Acutis soprattutto eucaristica . In seguito, papa Leone XIV ha annunciato che Carlo Acutis verrà canonizzato, assieme al beato Pier Giorgio Frassati, domenica 7 settembre 2025.
Secondo Linda Kinstler, sulla base della concezione di Peter Burke dei santi quali indicatori culturali del rapporto tra religione e società, il processo di canonizzazione di Carlo Acutis sarebbe stato considerato dalla Santa Sede come un'opportunità «per entrare in contatto con le nuove generazioni», presentando esplicitamente il giovane come «il primo santo millennial».

### Reliquie

Il corpo del beato Carlo Acutis nella chiesa di Santa Maria Maggiore, nota anche come Santuario della Spogliazione di san Francesco, ad Assisi

Il 6 aprile 2019, presso Assisi, dopo alcuni giorni di preparazione nella basilica inferiore di San Francesco e in San Rufino, i suoi resti, dopo essere stati riesumati dal cimitero cittadino, sono stati traslati al santuario della Spogliazione e lì esposti all'interno di un monumento funebre bianco con una lastra di vetro trasparente nella navata destra. Il volto è coperto da una maschera di silicone che ne riproduce le sembianze.
La reliquia del cuore è conservata nella cattedrale di San Rufino ad Assisi, nell'altare dedicato al Beato, che è stato inaugurato il 16 ottobre 2022.

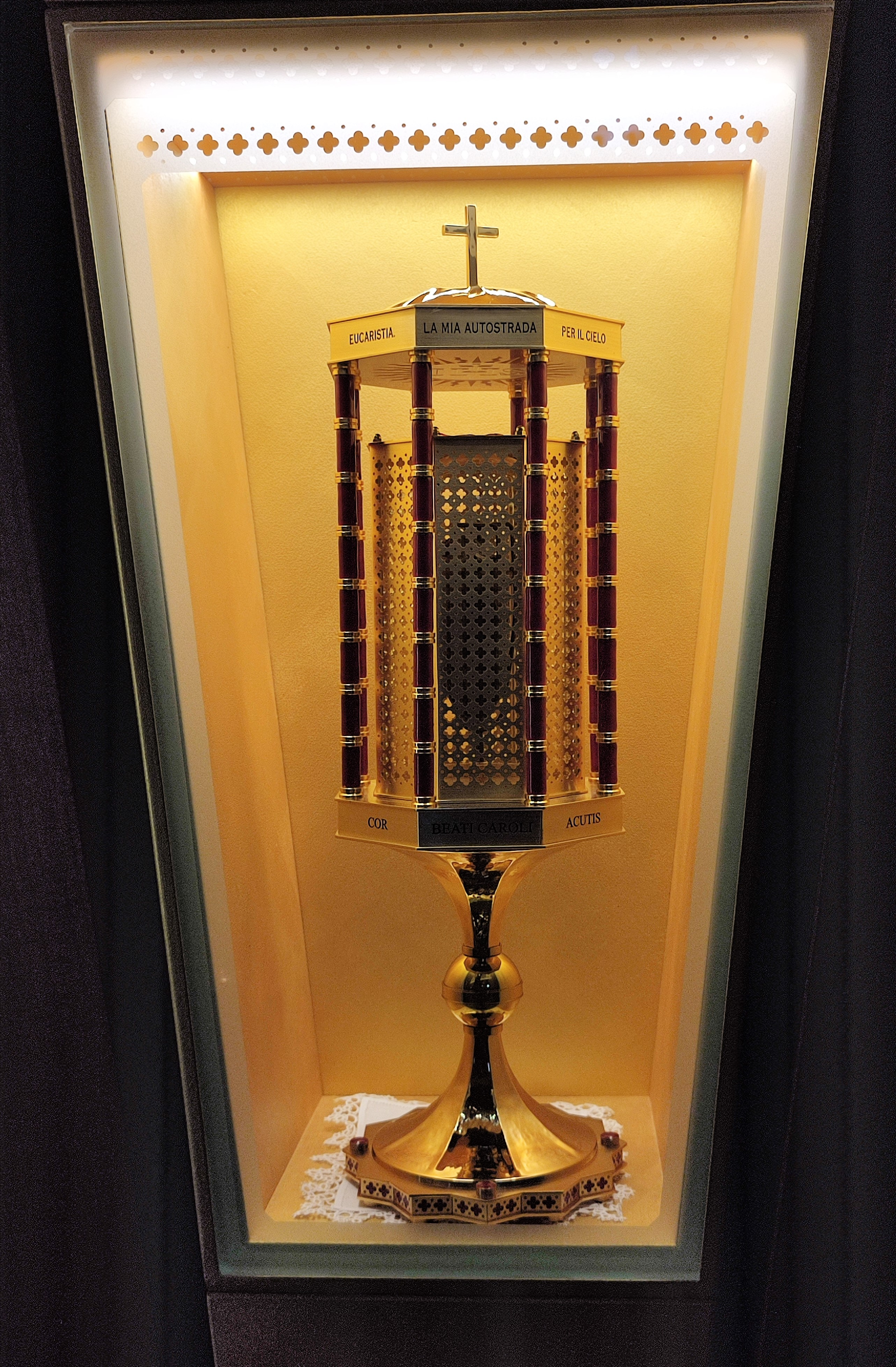
Reliquiario contenente il cuore del beato Carlo Acutis, conservato nella cattedrale di San Rufino ad Assisi

Un reliquiario contenente alcune ciocche dei suoi capelli è esposto alla pubblica venerazione nella chiesa di San Francesco a Rabat, sull'isola di Gozo, a Malta. Analoghe reliquie sono conservate ed esposte, dall'11 settembre 2023, ad Alife, presso il santuario della Madonna della Grazia, e presso la parrocchia di San Tommaso Apostolo in Roma, nel quartiere Infernetto. Una reliquia "ex capillis" è esposta presso la parrocchia di San Gennaro in Benevento dal 20 aprile 2025.

## Nella cultura di massa

### Cinema
Partendo dalla testimonianza di Carlo Acutis è stato realizzato un film documentario dedicato ai miracoli eucaristici, intitolato Segni, frutto della collaborazione tra Vatican Media e Officina della Comunicazione: 2020. La mia autostrada per il cielo, di Matteo Ceccarelli, Officina della Comunicazione in collaborazione con il Centro Televisivo Vaticano.

### Musica
Il 10 ottobre 2020, in occasione del momento di beatificazione di Carlo, vari artisti musicali, tra i quali Alessandra Simone e i Kantiere Kairòs, gli hanno dedicato un cd fisso, che racchiude ben 14 brani, incentrati ciascuno sulla figura del giovane beato.